# Las Trancas, Querétaro Arteaga
Las Trancas är en ort i Mexiko.   Den ligger i kommunen Arroyo Seco och delstaten Querétaro Arteaga, i den centrala delen av landet, 230 km norr om huvudstaden Mexico City. Las Trancas ligger 570 meter över havet och antalet invånare är 238.
Terrängen runt Las Trancas är bergig söderut, men norrut är den kuperad. Las Trancas ligger nere i en dal. Runt Las Trancas är det glesbefolkat, med 20 invånare per kvadratkilometer. Närmaste större samhälle är San Diego, 15,1 km öster om Las Trancas. I omgivningarna runt Las Trancas växer huvudsakligen savannskog.